# Bandera de Cervera
La bandera oficial de Cervera té la següent descripció:
Bandera apaïsada, de proporcions dos d'alt per tres de llarg, quarterada en aspa, amb els triangles superior i inferior vermells, cadascun amb el cérvol groc de l'escut d'alçària 1/3 de la del drap i amplària 2/9 de la llargària del mateix drap, centrats a cada un dels dos triangles; i els triangles dels costats, grocs, cadascun amb quatre pals vermells.
Va ser aprovada el 14 de maig de 2018 i publicada al DOGC el 18 de maig del mateix any amb el número 7622.